# Alderic de Le Mans
Alderic de Le Mans o Sant Alderic (800 - 856) fou bisbe de Le Mans, França.

## Biografia
Procedent d'una família noble d'ascendència saxona i bàvara, el jove Alderic fou conduït pel seu pare a la cort de Carlemany, on formà part de la servitud del seu fill, Lluís I el Pietós. Amb vint-i-un anys es retirà a Metz, on s'ordenà sacerdot. El 832, Alderic fou escollit bisbe de Le Mans i immediatament fou cridat per l'emperador Lluís, que el nomenà capellà i confessor seu.
Des d'aleshores, Alderic emprà tota la seva fortuna i les seves forces a socórrer els pobres, millorar els serveis públics com aqüeductes i construir edificis religiosos. Durant les guerres civils que seguiren a la mort de Lluís, la seva fidelitat a Carles II el Calb acabà amb la seva expulsió i es retirà a Roma, on fou acollit pel Papa Gregori IV. Amb la intercessió del bisbe de París, Erchenrad, visità Pipí I d'Aquitània i el convencé que cedís totes les seves possessions a l'Església. Durant la seva vida, estigué present als Concilis de París i de Tours. El seu episcopat durà vint-i-quatre anys.
Alderic quedà paralític dos anys abans de la seva mort. Confinat al llit, se centrà en l'assiduïtat en l'oració. Morí el 7 de gener del 856, i fou sepultat a l'església de Sant Vicenç, de la qual havia estat un gran benfactor.